# 木兰秋狝
木兰秋狝或称木兰行围、木蘭圍獵、秋狝大典，是自清朝康熙二十年（1681年）至嘉庆二十五年（1820年），康熙帝、乾隆帝、嘉庆帝三代清帝参加的秋季狩猎活动。
因古漢文将帝王狩獵依季节稱为“春蒐”、“夏苗”、“秋狝”、“冬狩”，故稱木兰秋狝，或亦有人稱之木兰秋狩、木兰秋猎等。「木兰秋狝」通常在八月举行，共计105次。其活动的木兰围场当时在承德府北境，即今河北省承德市、内蒙古自治区交界处。

## 木兰围场

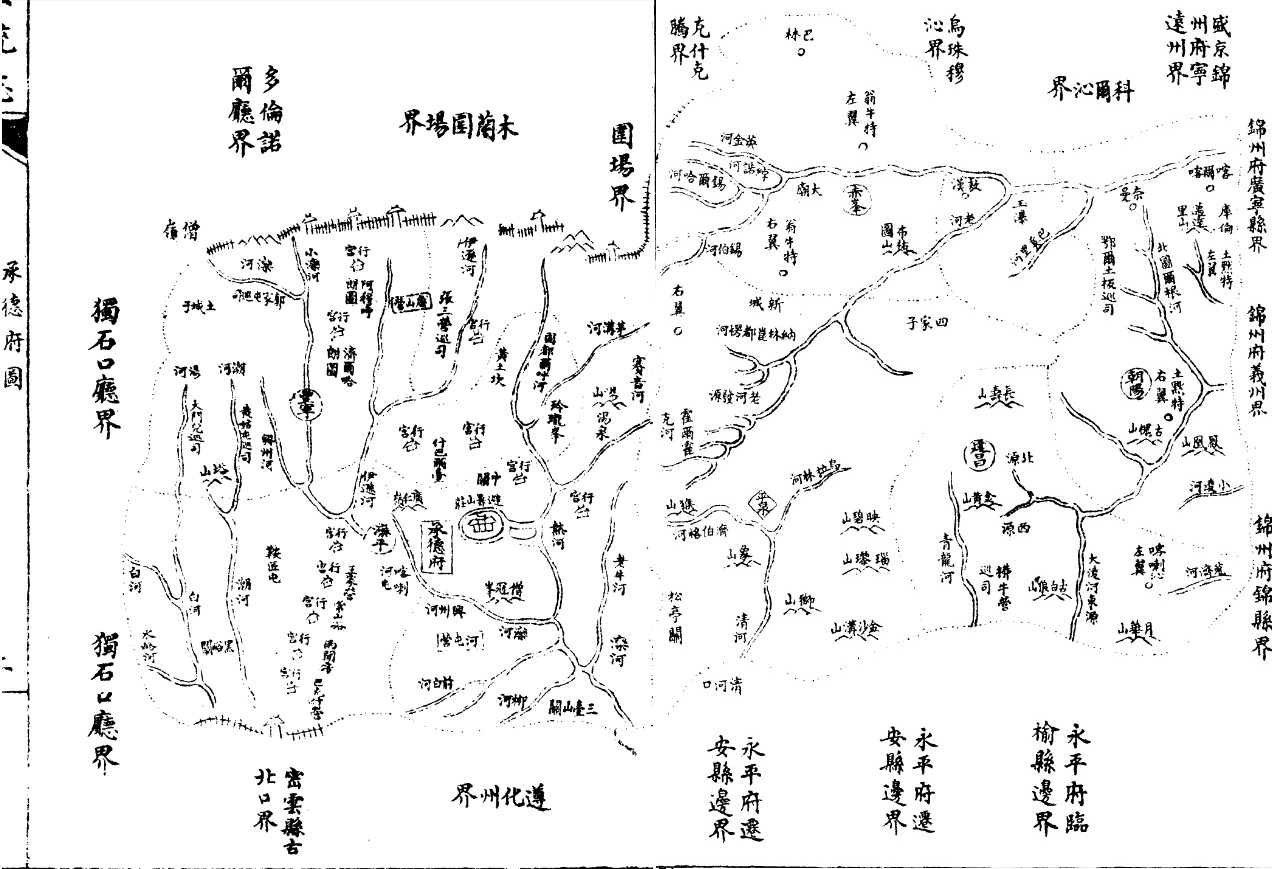
1842年完书的《大清一统志·卷四十二·承德府一》中承德府地图，木兰围场位于左上方。

据嘉庆重修《大清一统志》记载：康熙帝“秋巡塞外，举蒐狩之典。因喀喇沁、敖汉、翁牛特诸旗敬献牧场，逐开灵囿”，或称原为内蒙古卓索图、昭乌达东二盟地。康熙二十年（1681年）设立木兰围场。木兰为满语，即汉语哨鹿。最大面积有一万多平方公里，东西长125公里，南北宽122公里。包括今河北省承德市的围场县全境、隆化县、丰宁县和内蒙古自治区多伦县、克什克腾旗部分。初分为67围，后增加到72围。因此俗称木兰围场72围。

## 秋狝过程
秋狝分为布围、观围、行围、罢围四个步骤。其中，行围又分为驰猎（皇帝驰猎和皇子、皇孙、大臣、王公、八旗将士驰猎）、追击、阻截、聚歼，最後大臣向皇帝請解圍結束几个步骤。

## 秋狝兴废
雍正帝在位十三年间，未曾举行木兰秋狝。其子乾隆帝的解释是：父亲雍正帝自稱，「我之所以不前往避暑山庄及木兰行围，是因為我空閒時間太少，而我的個性喜歡安逸、厭惡杀生，是我錯了。后世子孙当效法先皇（康熙）所行，习武木兰，毋忘家法、圣训。」乾隆帝、和亲王弘昼及当时的军机大臣共闻之，而今聽到的人都已死了，只有乾隆還知道此事。
道光四年（1824年）春正月壬申，道光帝谕令停止木兰秋狝，“今岁秋狝木兰允宣遵循成宪‘肄武绥藩’。然不可不审度时事，量为展缓，所有今岁热河行围亦著停止。此朕不得已之苦衷，非敢耽于安逸也。”但此后，再未举行秋狝活动。1860年，第二次鸦片战争期间，英法联军攻占北京，咸丰帝以北狩木兰之名，逃往承德避暑山庄。
随着木兰秋狝的废除，木兰围场管制漸驰，平民逐年移居于此。光绪二年（1876年），置围场厅管辖此地，初属承德府，后属宣化府。